# Giannino Castiglioni

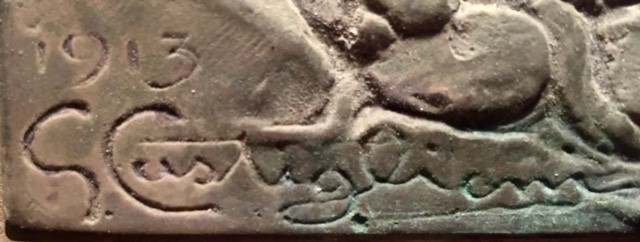
assinatura de Giannino Castiglioni

Giannino Castiglioni Também conhecido como Giò Castiglioni (Milão, 04 de agosto de 1884 — Lierna, 27 de agosto de 1971) foi um artista plástico Italiano que se distinguiu pelas suas esculturas e arquiteturas.
Giacomo Castiglioni, medalhista, pai do artista Giannino Castiglioni e diretor da fábrica Stefano Johnson, foi o primeiro a projetar o trabalho em Vermeil para medalhas.

## Fundação Giannino Castiglioni
A fundação Giannino Castiglioni tem uma exposição permanente no Museu das Belas Artes de Lierna

## Opere
- Piazzetta de Lierna
- Fountain Lierna
- Arquitetura Plano Diretor moderno da aldeia de Lierna
- Sacrário Militar de Redipuglia
- Sacrário Militar de Monte Grappa
- Universidade Católica do Sagrado Coração, Cristo Re
- Fonte S.Francesco, piazza S. Maria degli Angeli, Milan
- Memorial da Resistência em Piazzale Loreto, Milan

## Ligações
- Alberto Giacometti